# Biserica de lemn din Frâncenii Boiului

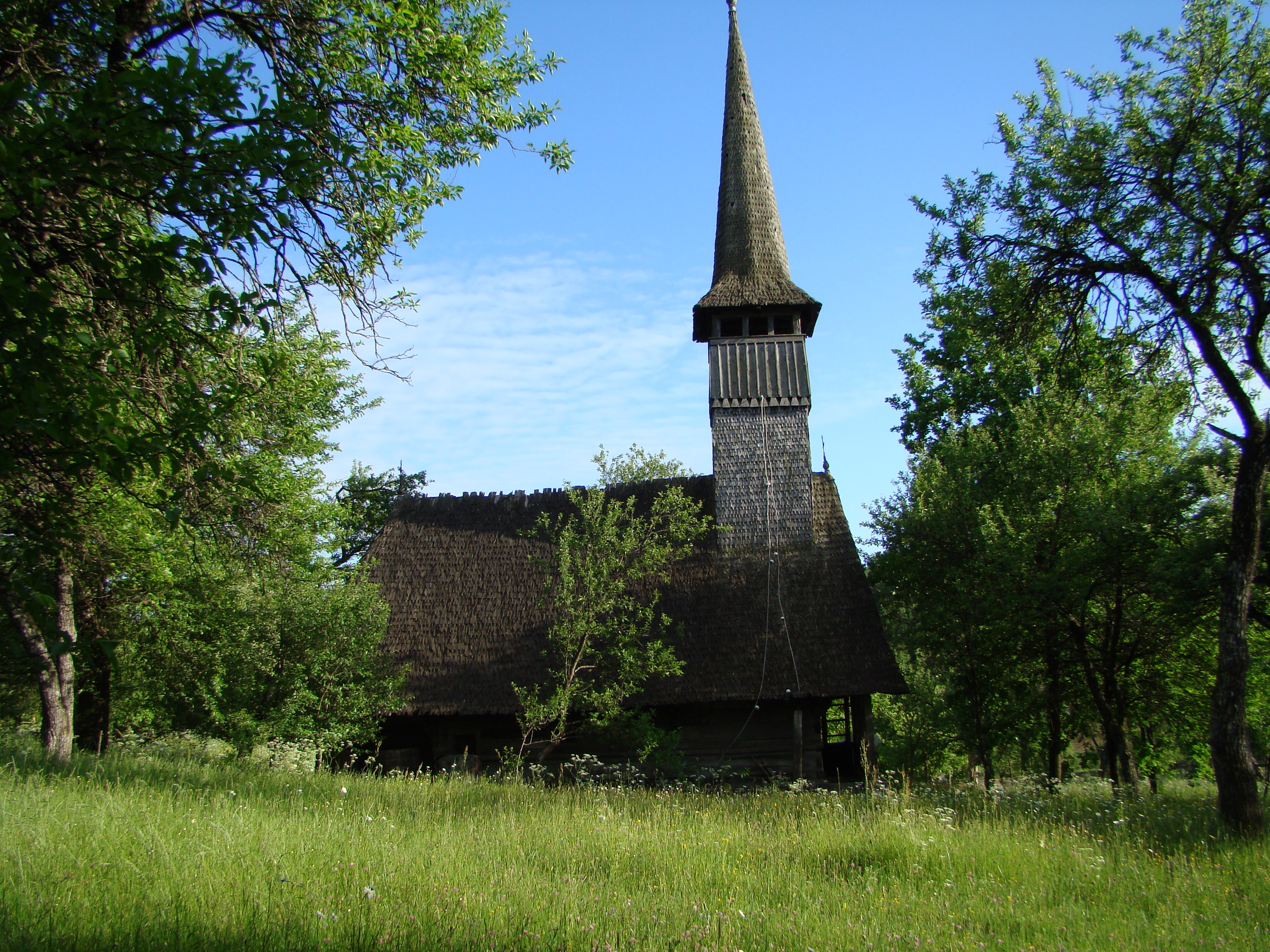
Biserica de lemn „Sfântul Nicolae” din Frâncenii Boiului, comuna Boiu Mare, județul Maramureș, foto: mai 2009.

Biserica de lemn din Frâncenii Boiului, comuna Boiu Mare, județul Maramureș, a fost ridicată în anul 1780. Are hramul „Sfântul Nicolae”. Figurează pe lista monumentelor istorice, cod LMI MM-II-m-A-04577.

## Imagini

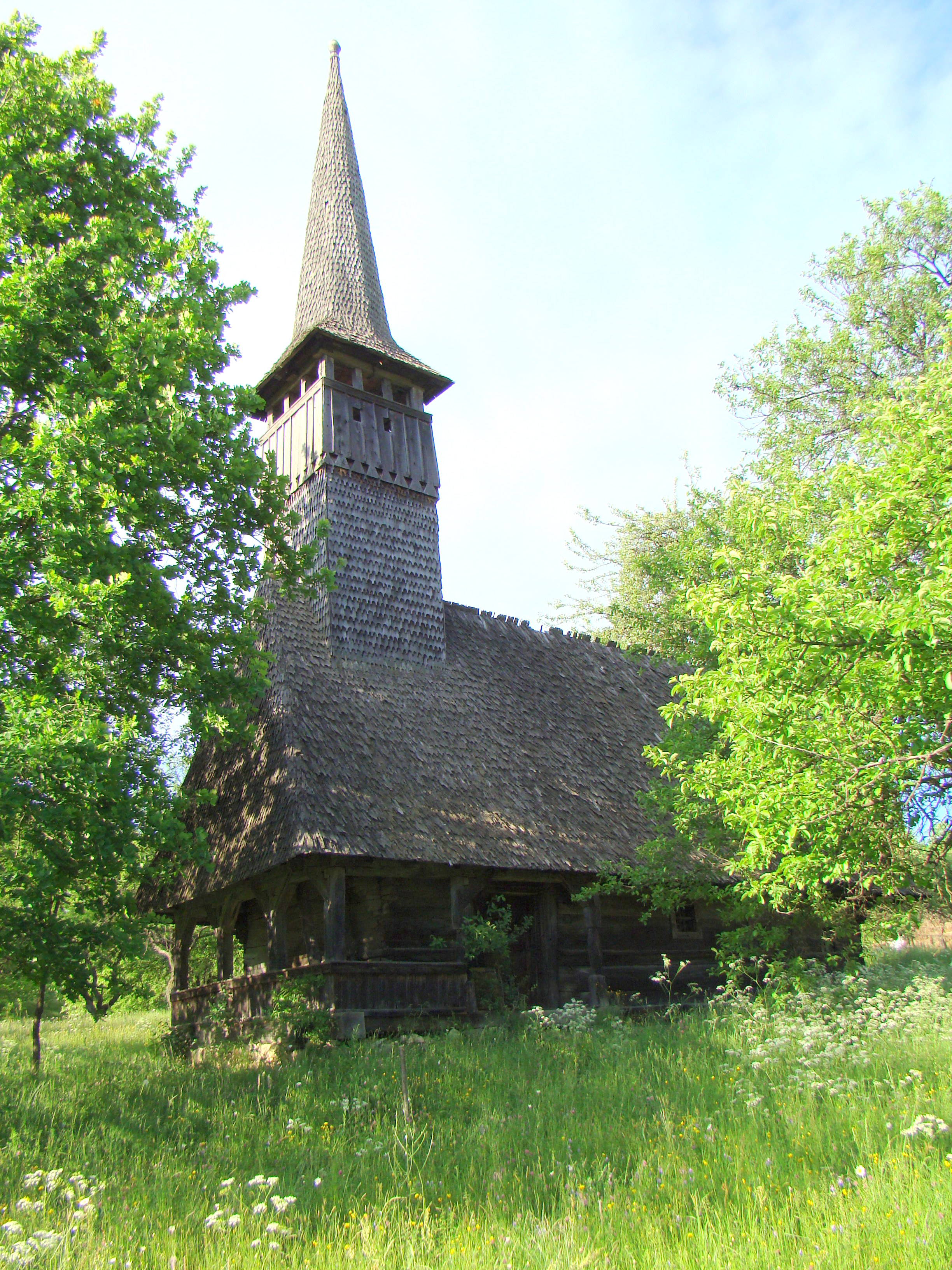
Vedere din sud-vest
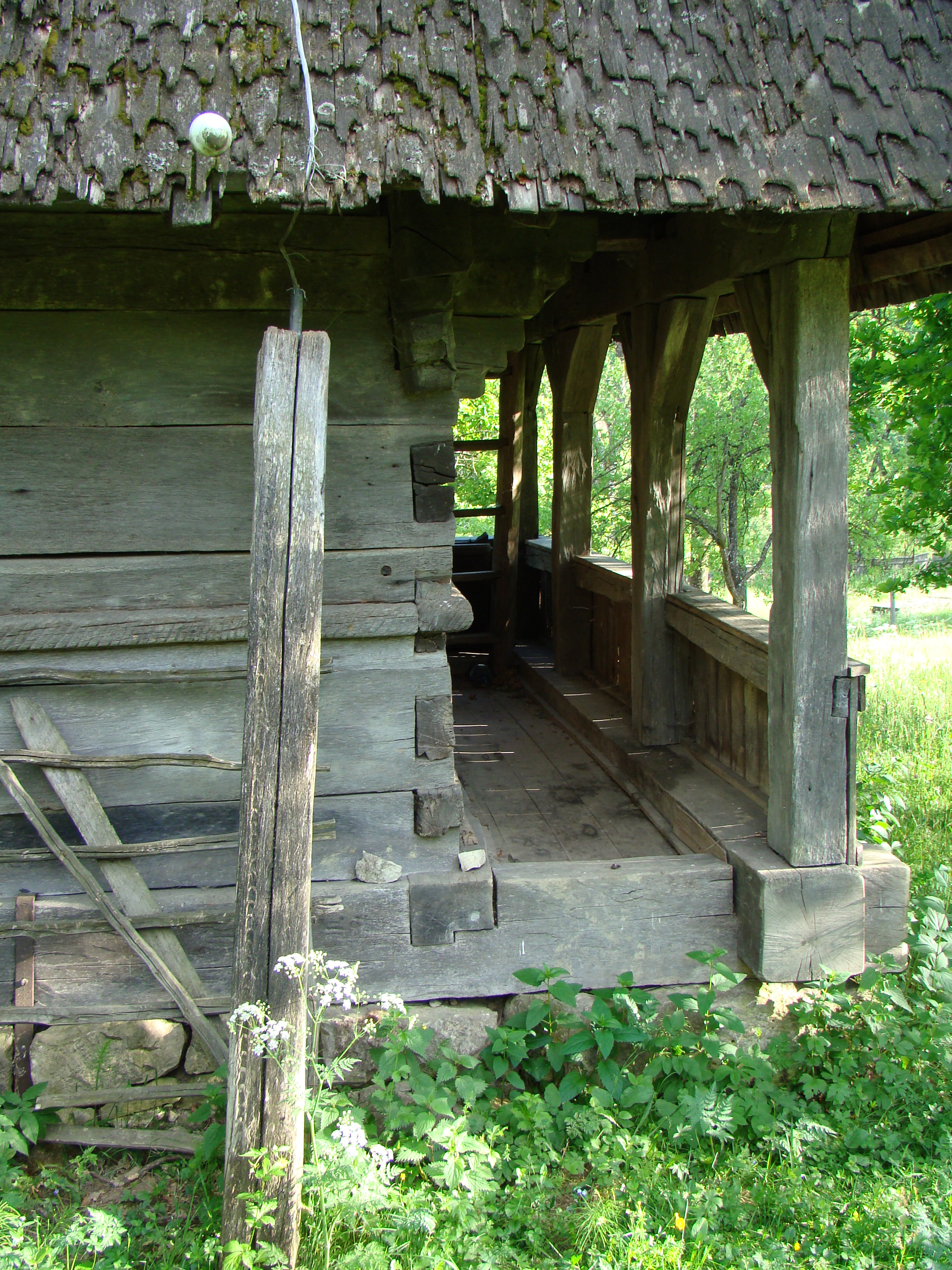
În prispa bisericii
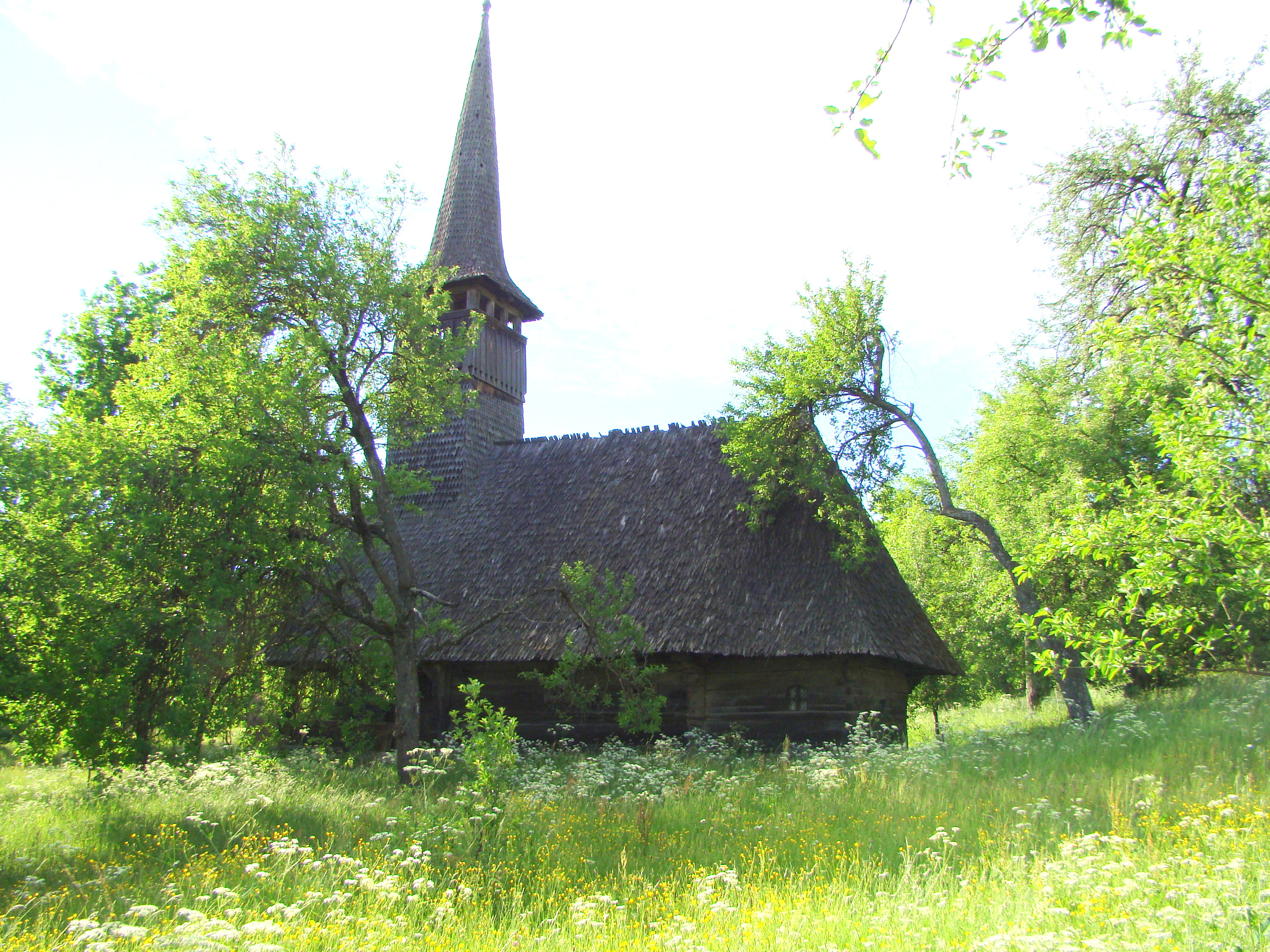
Vedere laterală
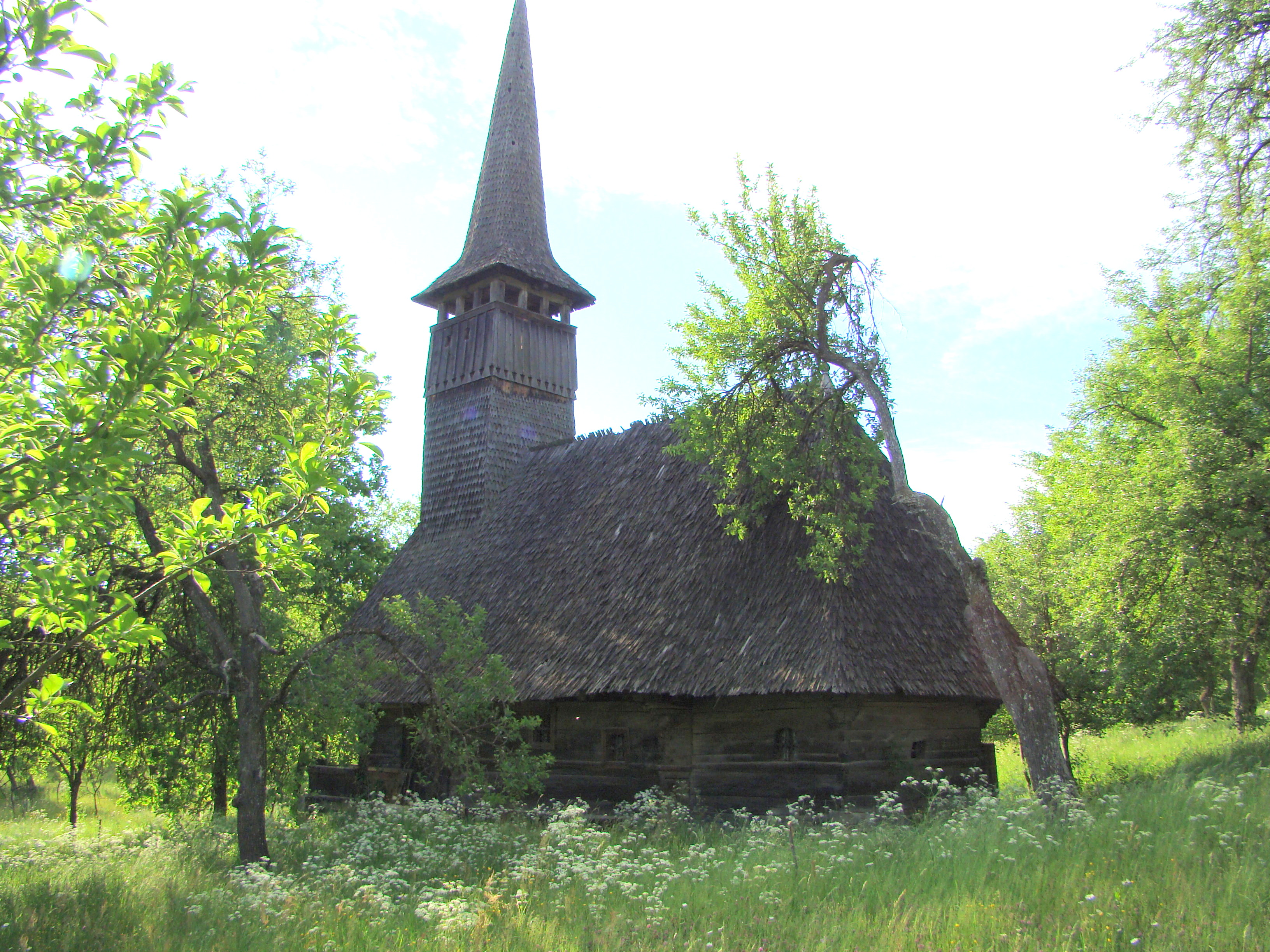
Vedere de ansamblu
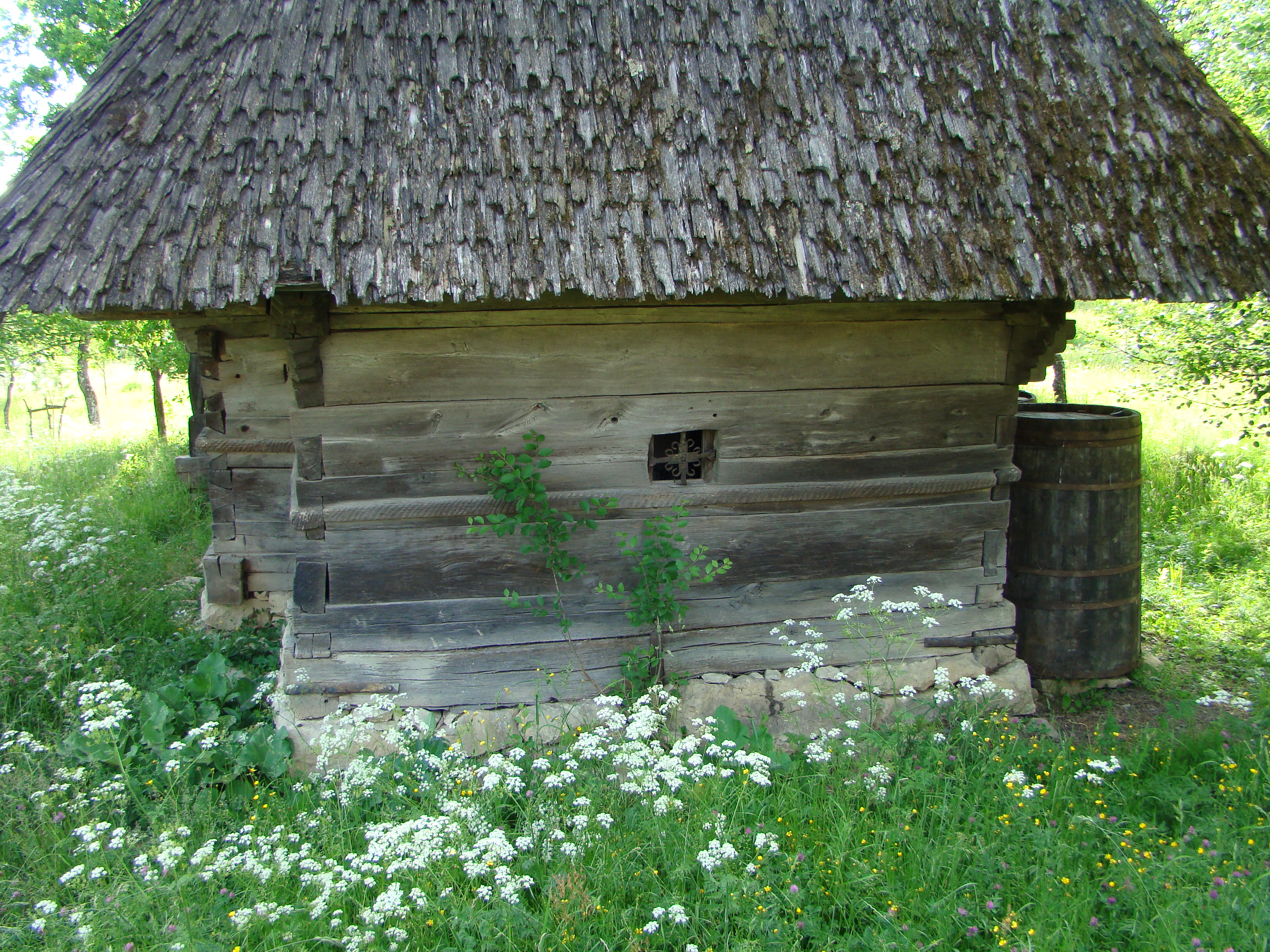
Absida altarului
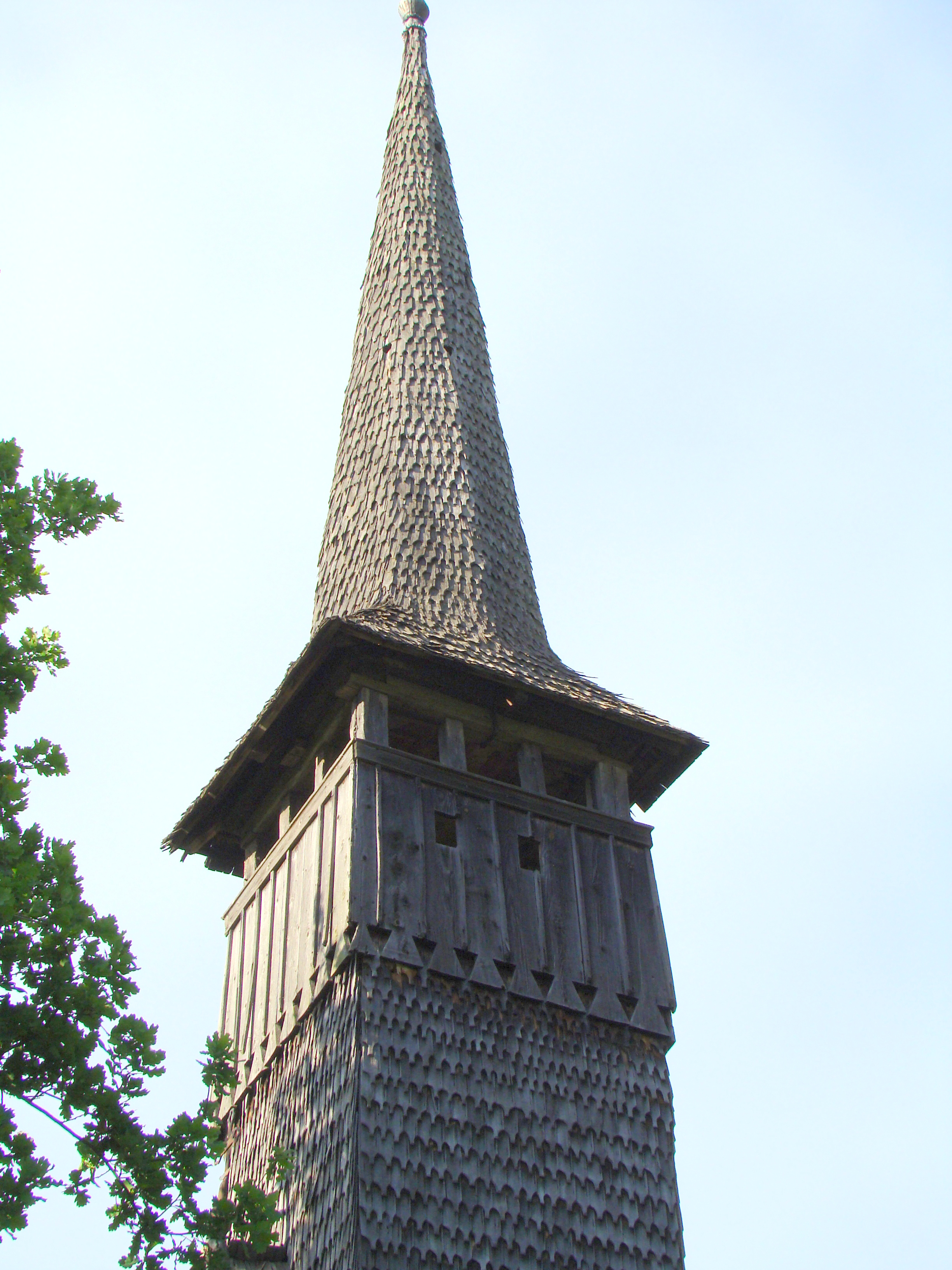
Galeria turnului
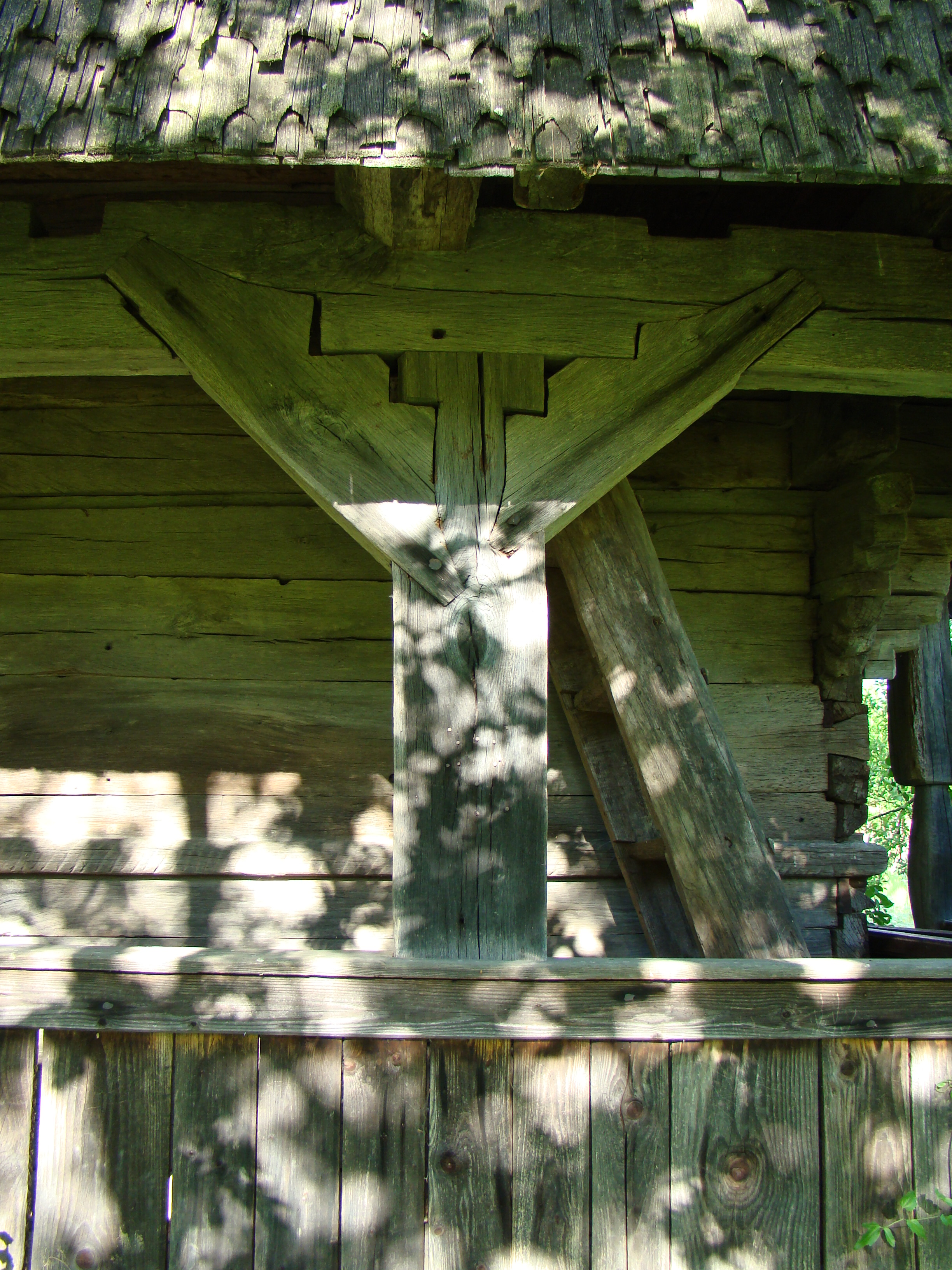
Stâlp de la prispă
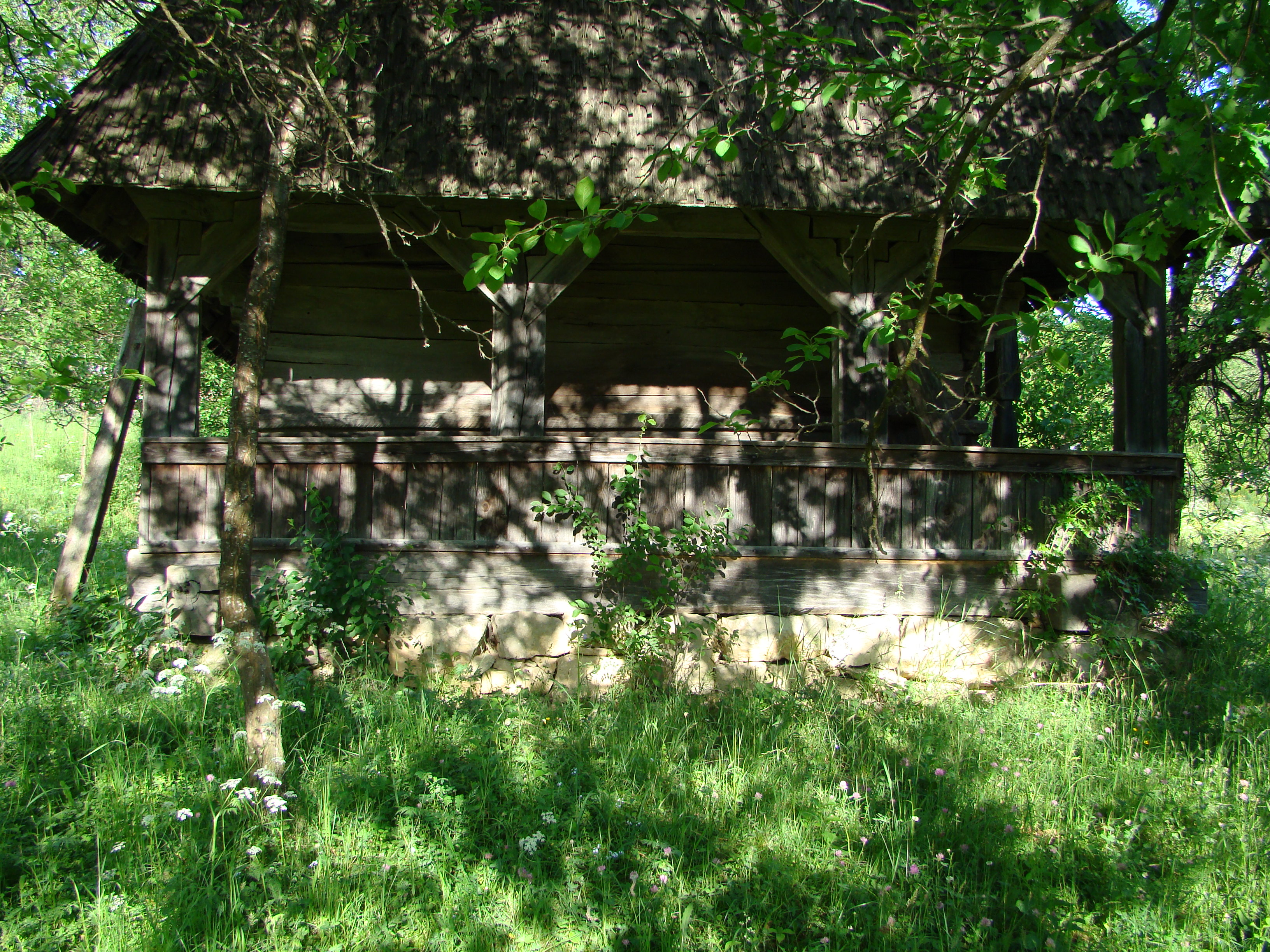
Prispa bisericii
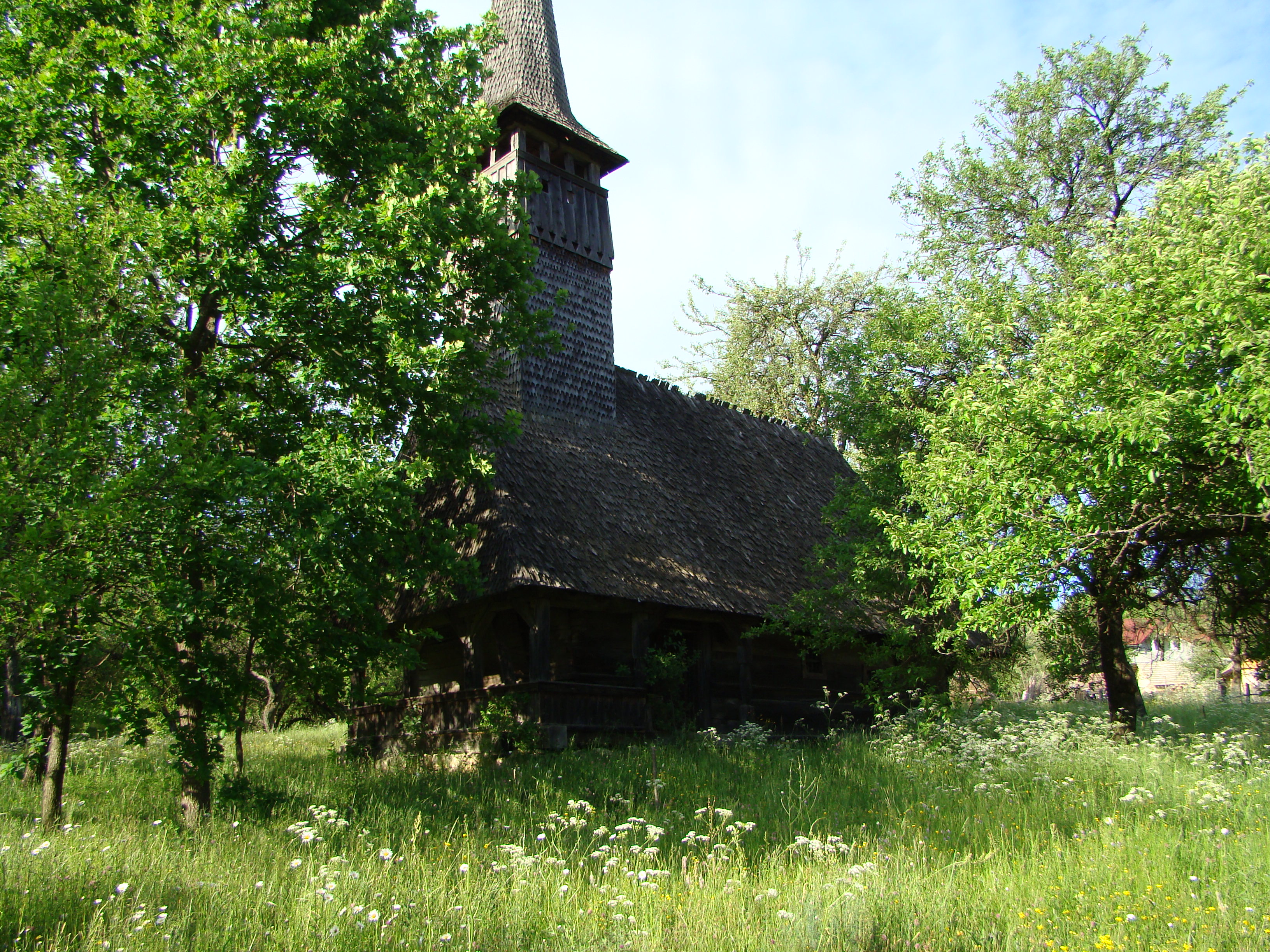
Biserica printre copaci
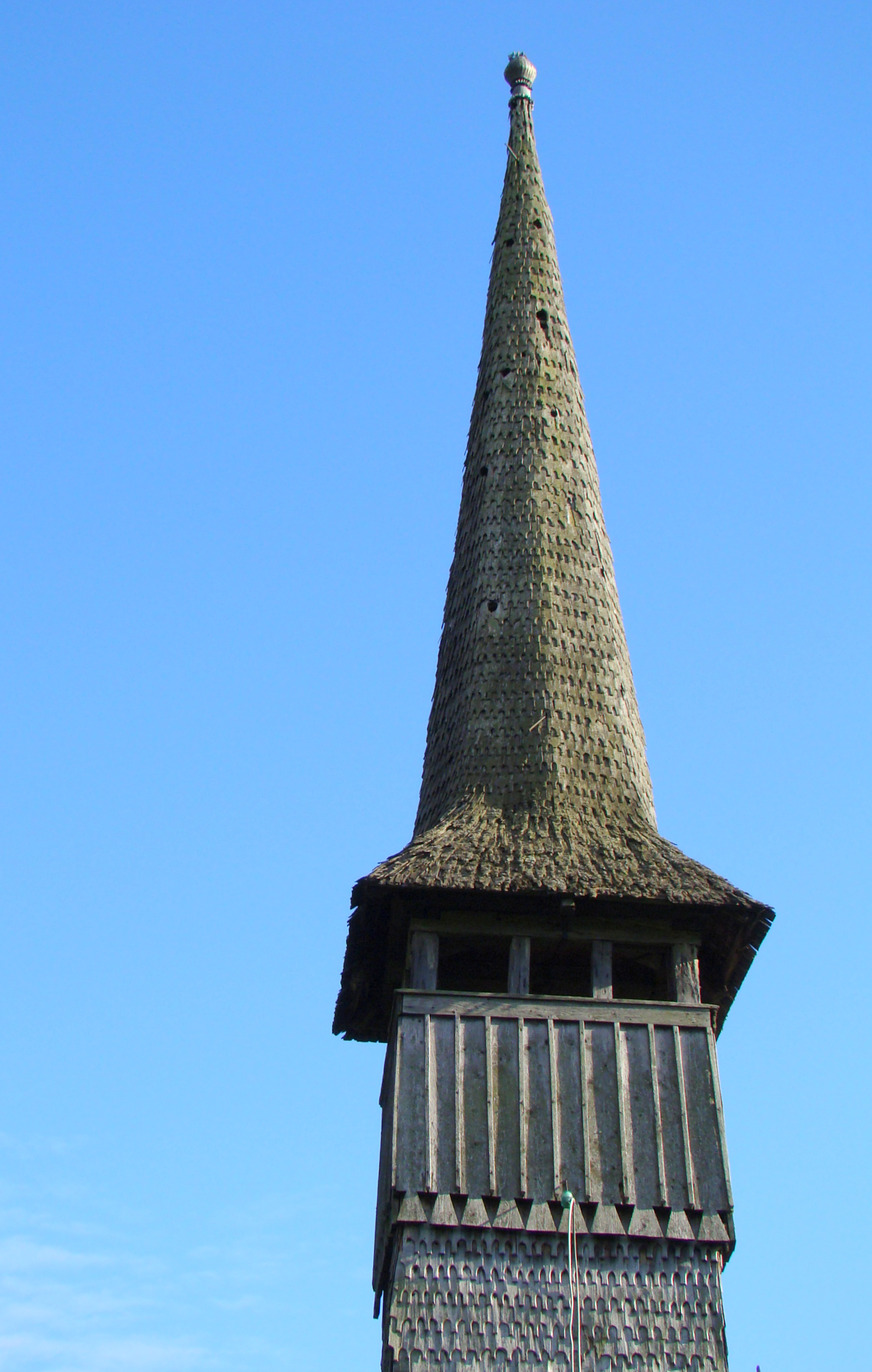
Turnul bisericii
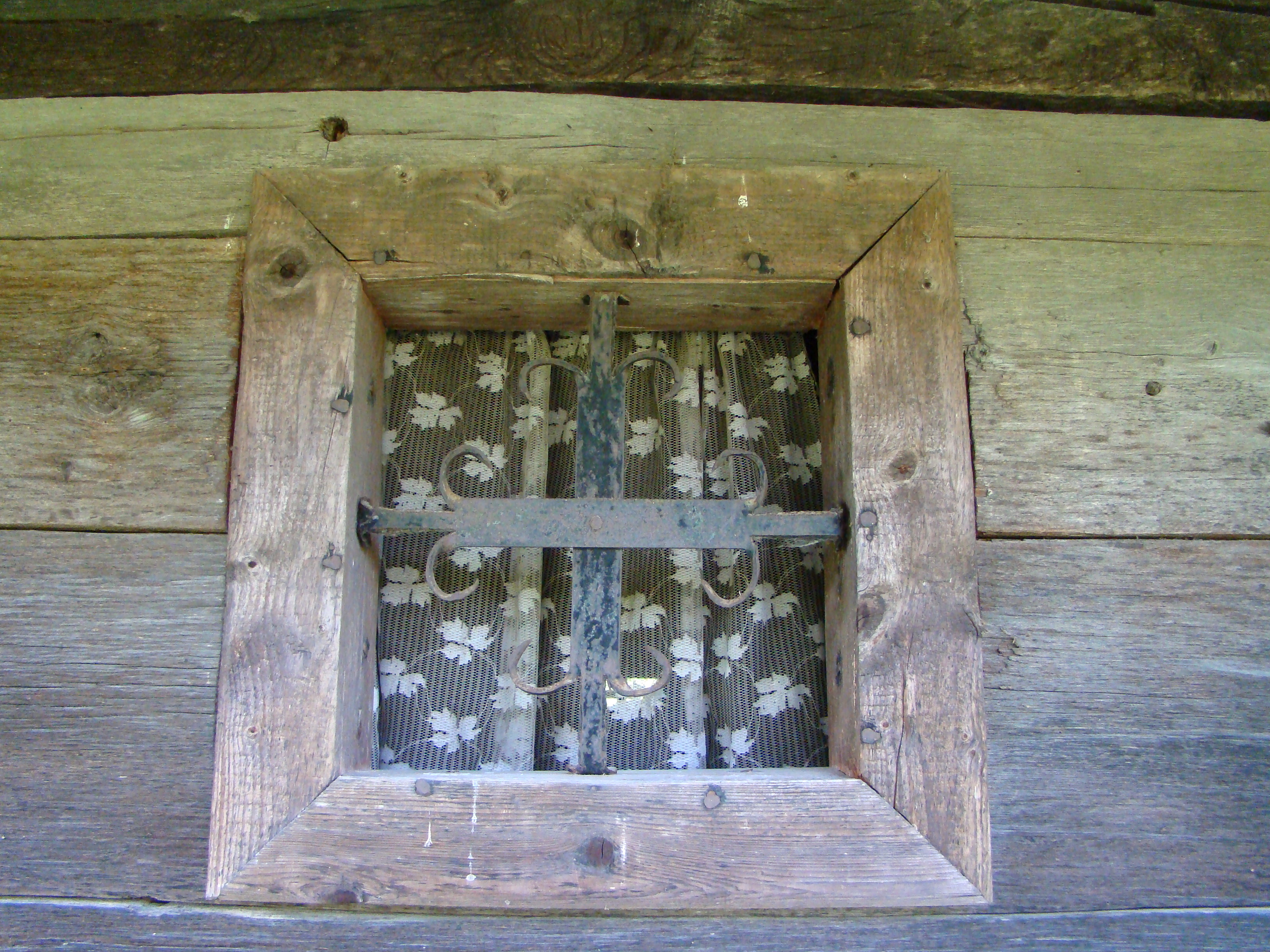
Fereastră
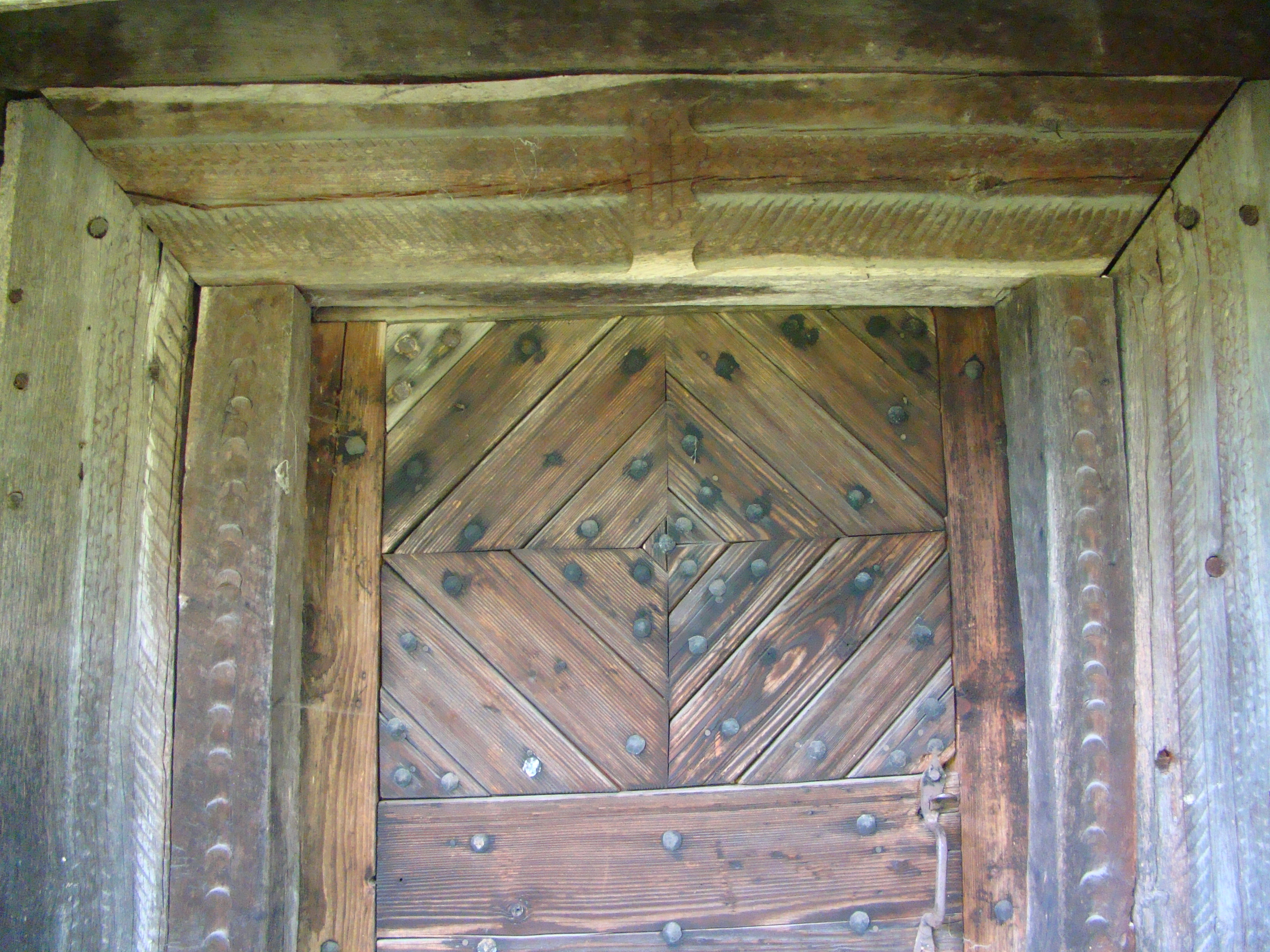
Detaliu: partea superioară a portalului
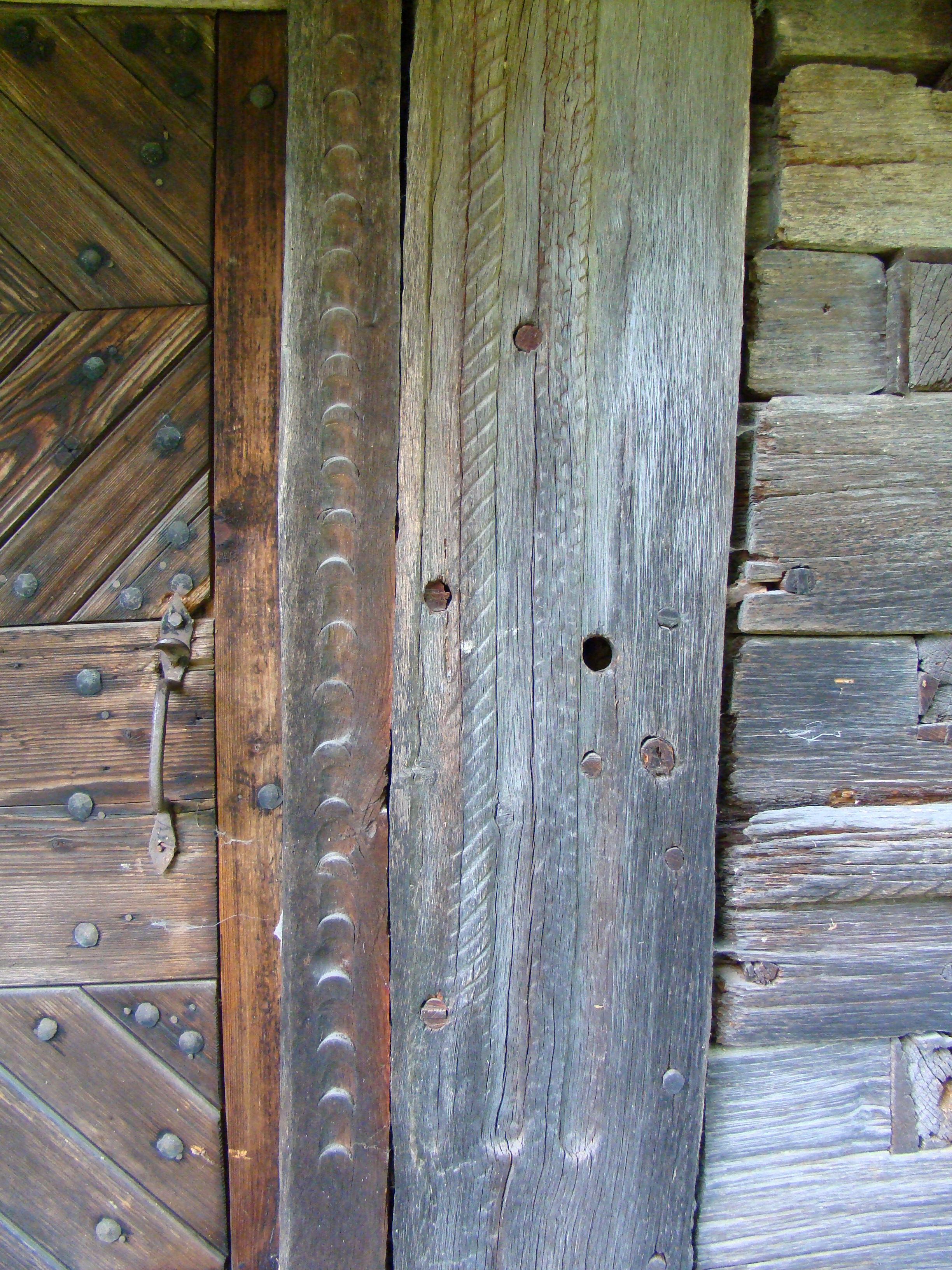
Detaliu: uşiorul drept al portalului
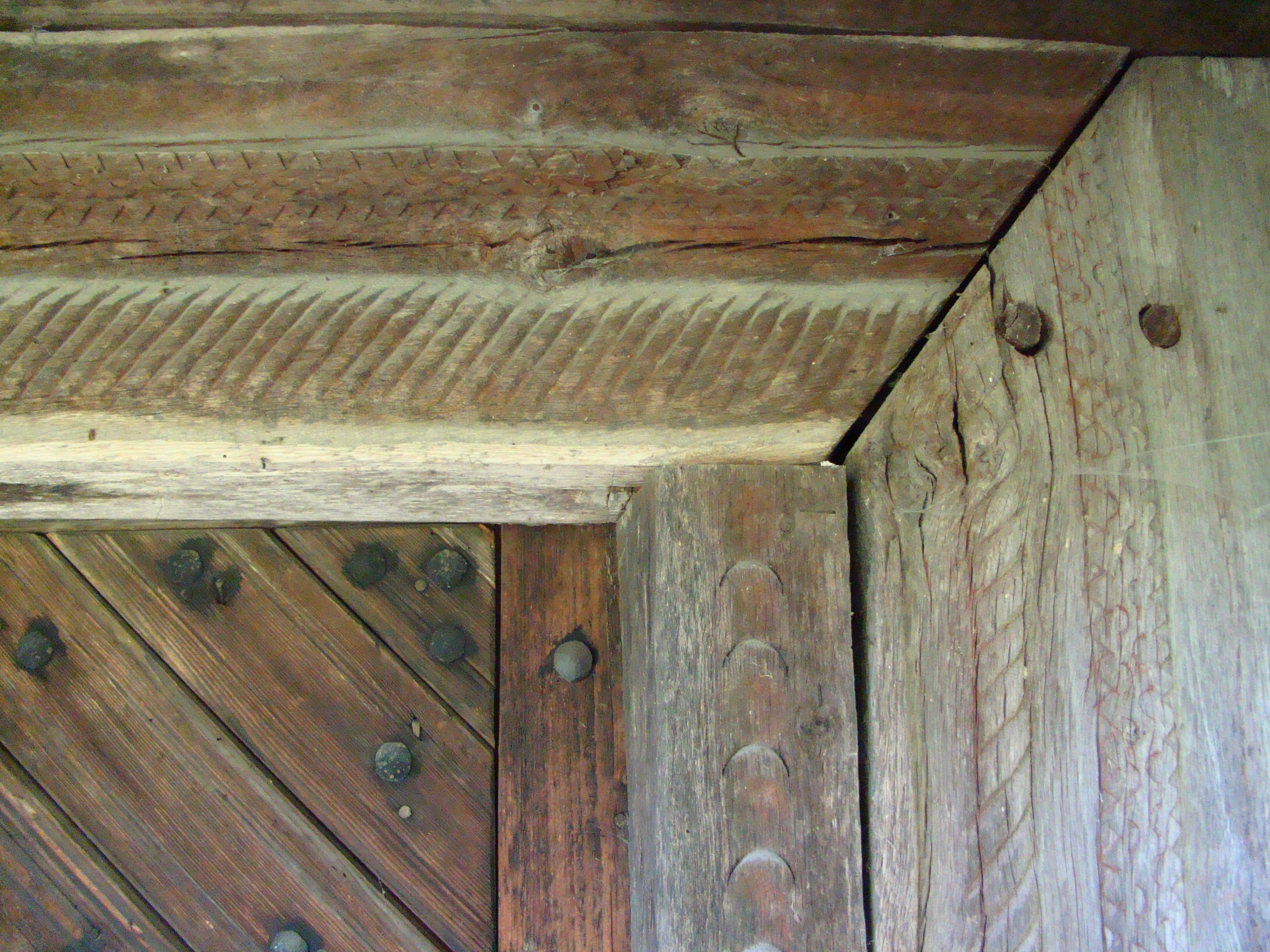
Detaliu: colţul drept al portalului
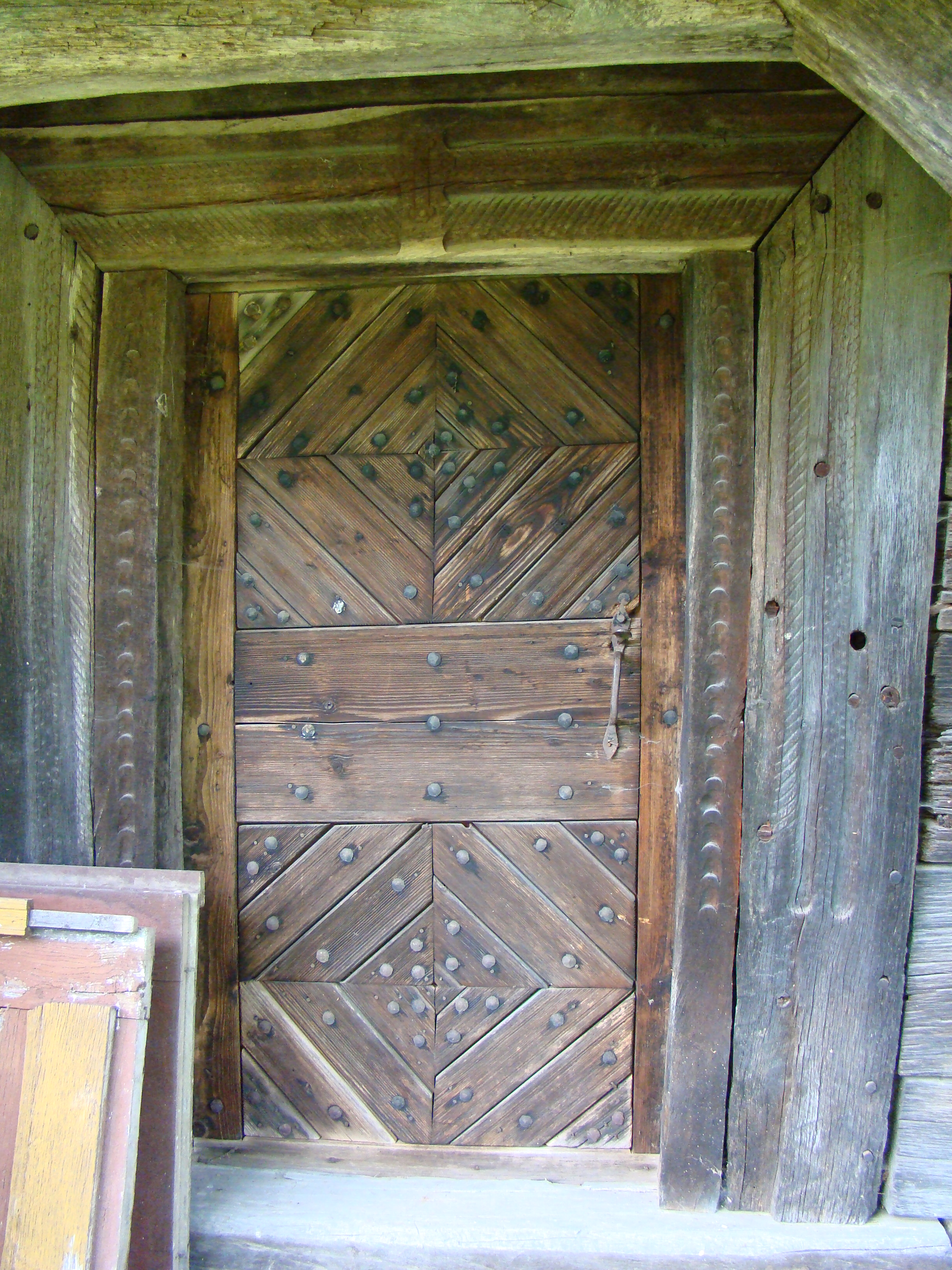
Portalul bisericii